# Manuel Zayas
Pour les articles homonymes, voir Zayas.
Manuel Zayas (né à Sancti Spíritus en 1975) est un journaliste et réalisateur de cinéma cubain.
Il a étudié la communication sociale  à l’université de La Havane et la réalisation de documentaire à l’École internationale de cinéma et de télévision de San Antonio de los Baños à Cuba ainsi qu’à la Filmakademie Baden-Württemberg, de Ludwigsburg, Allemagne.
Il réside aujourd’hui à Madrid.

## Filmographie
- 2003 : Café con leche (documentaire sur Nicolás Guillén Landrián)
- 2003 : No tires más
- 2004 : Exodus
- 2004 : Seres extravagantes (Des êtres extravagants)
- 2009 : Filming Manila